# Niedersachswerfen
Niedersachswerfen is een ortsteil van de landgemeente Harztor in de Duitse deelstaat Thüringen. Tot 1 januari 2012 was Niedersachswerfen een zelfstandige gemeente.
Ten zuidwesten van Niedersachswerfen bevindt zich een grottenstelsel waar tijdens de Tweede Wereldoorlog door dwangarbeiders een brandstofdepot werd aangelegd voor de Wehrmacht. Vanaf 1943 werd dit brandstofdepot door gevangenen van het concentratiekamp Mittelbau-Dora omgebouwd voor de bouw van V2-raketten.